# Therno Birahim Kote
Therno Birahim Kote es un deportista senegalés que compitió en taekwondo. Ganó dos medallas en el Campeonato Africano de Taekwondo, en los años 1998 y 2001.

## Palmarés internacional
| Campeonato Africano | Campeonato Africano | Campeonato Africano | Campeonato Africano |
| Año                 | Lugar               | Medalla             | Categoría           |
| ------------------- | ------------------- | ------------------- | ------------------- |
| 1998                | Nairobi (Kenia)     | Medalla de oro      | –78 kg              |
| 2001                | Dakar (Senegal)     | Medalla de bronce   | –78 kg              |